# Архієпархія Руана

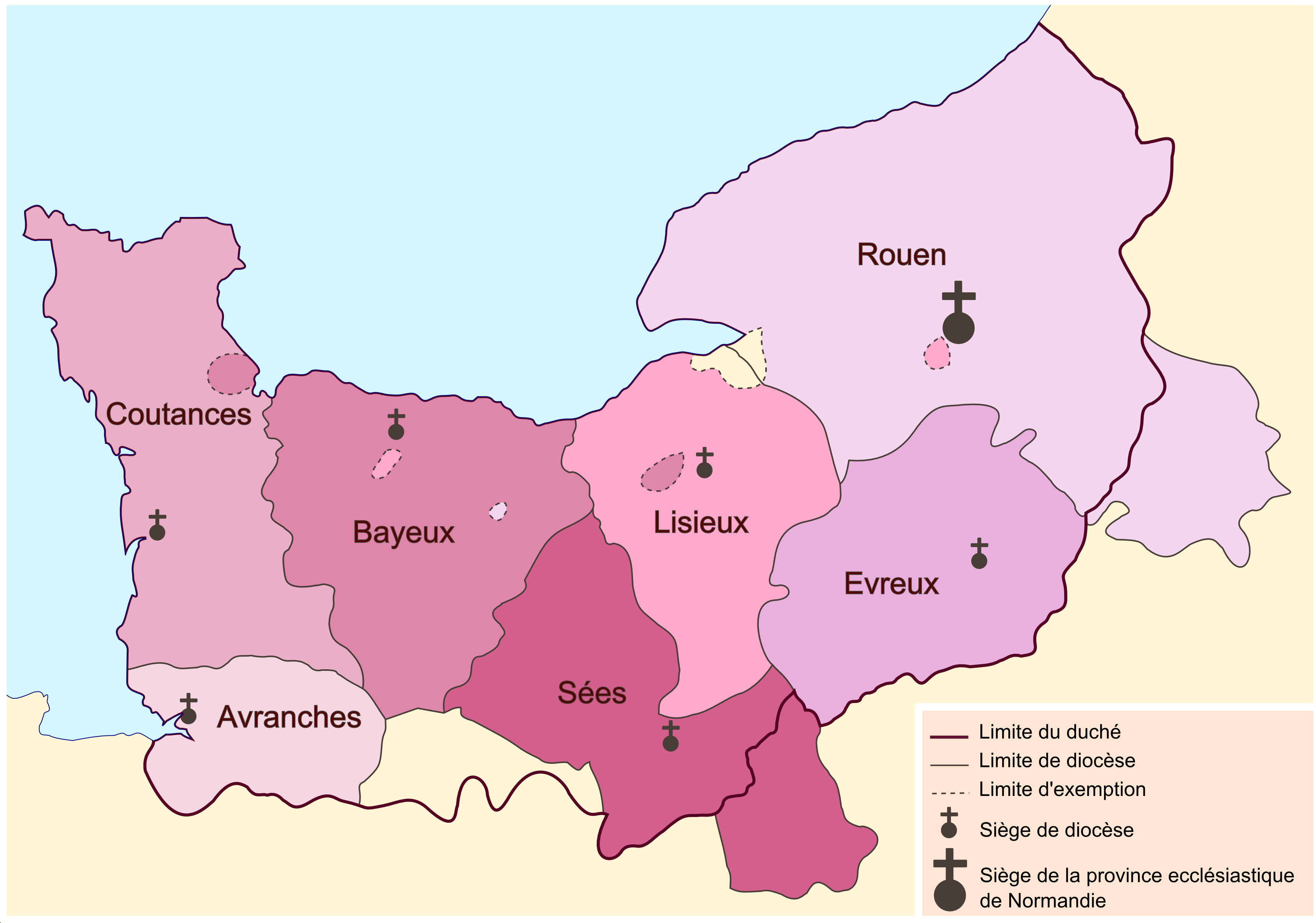
Карта античної архієпархії Руана

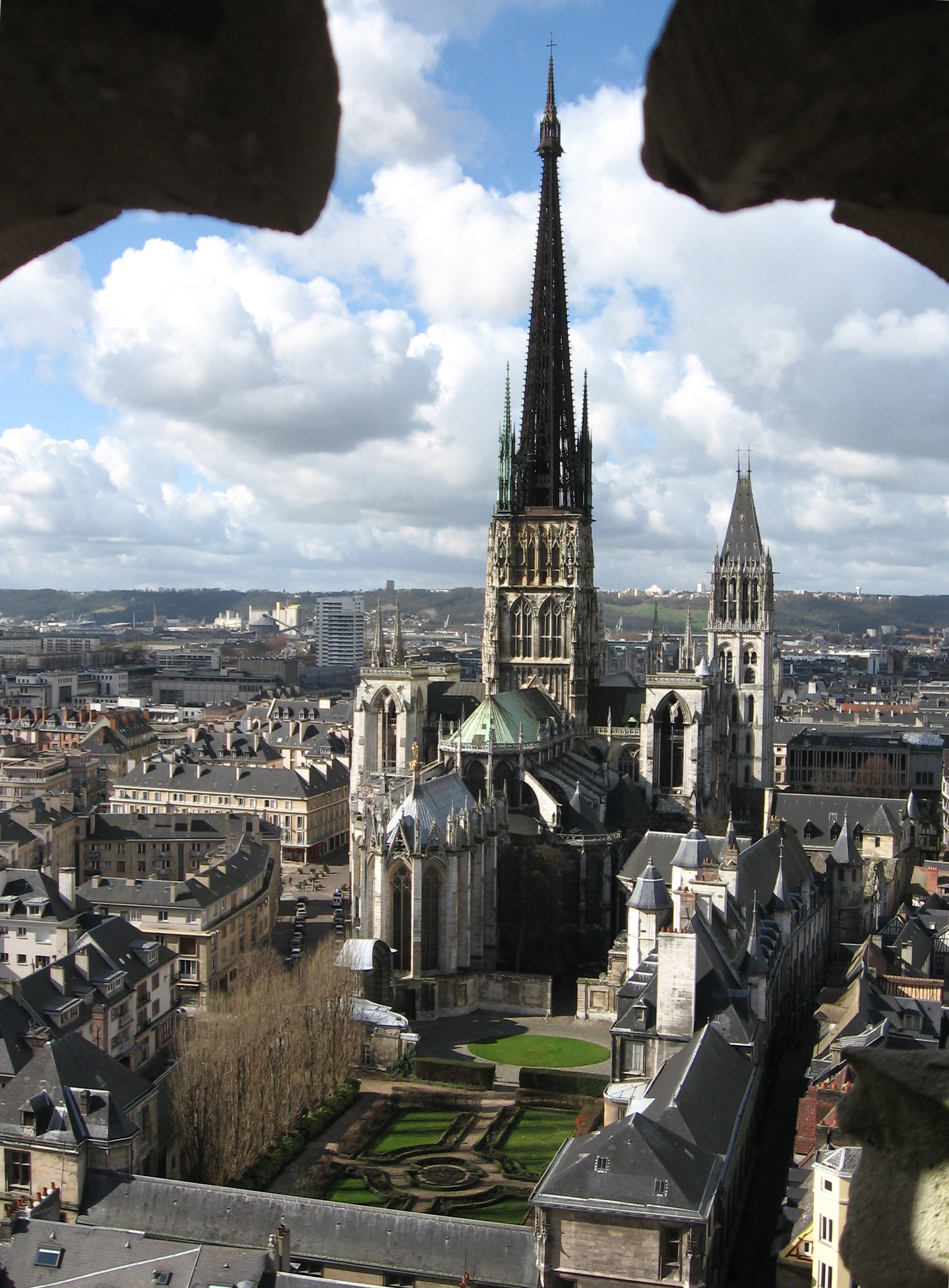
Вид руанського собору

Архієпархія Руана (лат. Archidioecesis Rothomagensis) — архієпархія Римо-католицької церкви з центром у місті Руан, Франція. Архієпархія Руана поширює свою юрисдикцію на округ Руан та округ Дьєпп. Кафедральним собором архієпархії Руана є церква Пресвятої Діви Марії.

## Історія
Руанська єпархія була створена у III столітті. В Руанському соборі зберігаються списки єпископів Руана Liber Eburneus (початок X століття) й Liber Niger (1079). Відповідно до Liber Eburneus першим єпископом Руана був святий Меллоній. Liber Niger та більш пізні списки називають першим єпископом Руана Ніказія. У IV столітті єпископом Руана був друг святих Мартіна Турського та Павліна Ноланського святий Віктрицій, який написав трактат про шанування мощей De Laude Sanctorum й вирушив проповідувати християнство до Англії.
У V–VI століттях єпархія Руана була зведена в ранг архієпархії. У VI столітті єпископом Руана був святий Претестат, який 557 року був вигнаний з Руана франкським королем Хільперіком I. 584 року Претестат повернувся в Руан та згодом, 24 лютого 586 року, був зарізаний біля вівтаря за наказом королеви Фредегонди.
744 року єпископ Грімон отримав від Папи Римського Захарія паллій. У VIII столітті святий Ремігій першим у Франції запровадив у своїй архієпархії латинський обряд, замість галліканського обряду, що вживався раніше.
В XI столітті архієпископ Маурилій боровся з ученням Бернарда Турського, що поширилось в Руані. 1160 року в Руані почалось будівництво кафедрального собору, який у подальшому пережив численні пожежі. У 1330–1338 роках архієпископом Руана був П'єр Рожер — майбутній папа Климент VI. 1371 року Святий Престол звільнив настоятеля Руанського собору від світської й духовної влади руанського архієпископа.
16 квітня 1562 року під час релігійних війн гугеноти захопили Руан та спустошили багато міських церков. 26 жовтня того ж року Руан було звільнено від протестантів.
Після початку Великої французької революції руанський архієпископ кардинал Домінік де ла Рошфуко залишив Францію. 29 листопада 1801 року, після конкордату з Францією, папа Пій VII видав буллу Qui Christi Domini, відповідно до якої передав частину території руанської архієпархії єпархіям Версаля, Евре та Бове. 6 липня 1714 року архієпархія Руана передала частину своєї території єпархії Гавра.
Нині архієпископи Руана мають титул примаса Нормандії, який було підтверджено після суперечок з Ліоном папою Калікстом III у 1457 та 1468 роках.

## Ординарії архієпархії
| - святий Ніказій (250–260); - святий Меллоній (260 — 22.12.311); - святий Авіціаній (314 — 2.12.325); - святий Северій (? — 341); - Євсевій (344–346); - Марцелліній (366–385); - Петро (385–393); - святий Віктрицій (393–417); - Іннокентій (418–426); - святий Еводій (426); - Сильвестр (433); - Майсон (450); - святий Герман (461); - Крешенцій (480); - святий Годард (490–525); - святий Флавій (533–541); - святий Еводій II (542 — 8.10.550); - святий Претестат Руанський (550 — 24.02.586); - Меланцій (589–601); - Ідульф (602–626); - святий Роман (631 — 23.10.639); - святий Одон (641 — 24.08.684); - святий Ансберт (684 — 9.02.695); - Гриффон (696–713); - Роланд (713–720); - святий Уго I (722 — 9.04.730); - Ратберт (730–734); - Грімон (744–745); - Ранфред (745–753); - святий Ремігій (753–772); - Майнард (772–799); - Гілберт (800–828); - Рагноард (828–837); - Гомбальд (838 — 5.01.849); - Павло (850–855); - Гуанілон (855 — 18.09.869); - Адалард (871–872); - Рікульф (872–875); - Іоанн (876–888); - святий Леон з Байонни (? — 889) — призначений єпископом Байонни; - Гуттон (889–910); - Франкон (912–919); - Гонтард (919–942); - Уго II OSB (942–989); - Роберт II (990–1037); - Можер (1037–1055); - святий Маврилій (1055 — 9.08.1067); - Жан де Авранш (серпень 1069 — 9.09.1079); - Гільйом Бонн-Ам (1079 — 9.02.1110); - Жоффрей ле Бретон (1111 — 28.11.1128); - Гу де Бов'є (1129 — 11.11.1164); - Ротру (1165 — 26.11.1183); - Готьє де Кутанш (17.12.1184 — 16.11.1207); - Робер Пулан (23.08.1208 — 4.05.1222); - єпископ Тібо д'Ам'єн (4.09.1222 — 25.09.1229); - Моріс (20.07.1231 — 10.01.1235); - кардинал П'єр де Комю (4.04.1236 — 28.05.1244) — призначений єпископом Альбано; - Ед Клемент (30.03.1245 — 5.05.1247); - Ед Ріго (березень 1248 — 2.07.1275); - Гільйом де Флавакур (1276 — 6.04.1306); | - Бернар де Фаргіс (4.06.1306 — 5.05.1311) — призначений архієпископом Нарбонни; - Жіль Оселін де Монтагю (5.05.1311 — 24.06.1318); - Гільйом де Дюфор (січень 1319 — 24.11.1330); - кардинал П'єр Роже де Бофор-Тюренн (14.12.1330 — 18.12.1338) — обраний папою римським під іменем Климента VI; - Еймері Гуно (15.02.1339 — 17.01.1343); - Ніколя Роже (31.01.1343 — 3.04.1347); - Жан де Маріньї (14.05.1347 — 27.12.1351); - кардинал П'єр де ла Фор (8.02.1352 — 23.12.1356); - Гільйом де Флавакур (18.01.1357 — 1.05.1359); - кардинал Філіп д'Аленсон (3.07.1359 — 27.08.1375) — призначений патріархом Єрусалима та архієпископом Оша; - кардинал П'єр де ла Монтре (27.08.1375 — 20.12.1375); - Гільйом де Лестранж (22.12.1375 — березень 1389); - Гільйом де В'єнн (29.03.1389 — 18.02.1407); - Жан д'Арманьяк (26.02.1407 — 22.09.1408); - Луї д'Аркур (29.07.1409 — 19.11.1422); - кардинал Жан де ла Рошталі (26.07.1423 — 1431) — апостольський адміністратор; - Гу дес Орж (26.01.1431 — 19.08.1436); - кардинал Луї де Люксембург (24.10.1436 — 18.09.1443); - Рауль Руссель (31.01.1444 — 31.12.1452); - кардинал Гільйом д'Естутвіль (20.04.1453 — 22.01.1483); - Робер де Круамаре (14.03.1483 — 18.07.1493); - кардинал Жорж Амбуаз (21.04.1494 — 25.05.1510); - кардинал Жорж II д'Амбуаз (8.08.1511 — 25.08.1550); - кардинал Карл I де Бурбон (3.10.1550 — 9.05.1590); - кардинал Карл II де Бурбон-Вандом (9.05.1590 — 50.07.1594); - Sede vacante (1594–1597); - кардинал Карл III де Бурбон (26.03.1597 — 1.12.1604); - кардинал Франсуа де Жуаєз (1.12.1604 — 23.08.1615); - Франсуа де Герлей де Шампваллон (23.08.1615 — май 1651); - Франсуа II де Герлей де Шампваллон (23.05.1651 — 2.01.1671) — призначений архієпископом Парижа; - Франсуа де Руель де Медаві (24.08.1671 — 29.01.1691); - Жак-Ніколя де Кольбер (29.01.1691 — 10.12.1707); - Клод-Маре д'Обінь (27.02.1708 — 22.04.1719); - Арман Базен де Бесон (18.09.1719 — 8.10.1721); - Луї де ла Вернь де Трессан (14.02.1724 — 18.04.1733); - кардинал Ніколя-Шарль де Соль-Таванн (18.12.1733 — 10.03.1759); - кардинал Домінік де ла Рошфуко (2.06.1759 — 22.09.1800); - Sede vacante (1800–1802); - кардинал Етьєн-Юбер де Камбасере (9.04.1802 — 24.10.1818); - Франсуа де П'єр де Берні (30.07.1819 — 4.02.1823); - кардинал Густав-Максимільєн-Жуст де Крой-Сольре (4.07.1823 — 1.01.1844); - Луї-Марі-Едмон Бланшар де Байлью (17.06.1844 — 27.01.1858); - кардинал Анрі-Марі-Гастон Бойснорман де Бонешо (20.02.1858 — 28.10.1883); - кардинал Леон-Бенуа-Шарль Томас (10.11.1883 — 9.03.1894); - кардинал Гільйом-Марі-Роман Сурр'є (15.05.1894 — 16.06.1899); - Едмон-Фредерик Фузе (7.12.1899 — 20.12.1915); - кардинал Луї-Ерне Дюбуа (13.03.1916 — 13.09.1920) — призначений архієпископом Парижа; - П'єр-Флоран-Андре дю Буа де ла Віллерабль (16.12.1920 — 28.06.1936); - кардинал П'єр Петі де Жульвіль (7.08.1936 — 10.12.1947); - кардинал Жозеф-Марі Мартен (11.10.1948 — 6.05.1968); - Андре Пальє (6.05.1968 — 6.05.1981); - Жозеф Марі Луї Дюваль (6.05.1981 — 16.10.2003); - Жан-Шарль Марі Дескуб (25.03.2004 — дотепер). |  |